# Darwinia briggsiae
Darwinia briggsiae là một loài thực vật có hoa trong Họ Đào kim nương. Loài này được Craven & S.R.Jones mô tả khoa học đầu tiên năm 1991.